# 有希化学
有希化学株式会社 （ゆうきかがく）は、新潟県新潟市江南区に本社を置く化学工業製品の製造販売を行う企業である。

## 事業内容
- 食品工業用
  - 殺菌剤
  - 洗浄剤等
- 化学工業薬品
  - 表面処理薬品
  - 金属洗浄剤
  - 防錆剤等
- 機械設備機器
  - 工業用機械設備
  - 検査機器等
- 自社製品
  - 業務用中性洗剤
  - ハンドソープ等

## 沿革
- 1968年（昭和43年）5月 - 創業
- 1970年（昭和45年）4月 - 会社設立
- 2007年（平成19年）5月 - 新社屋・工場完成